# La Défense
La Défense (A Defesa) é o maior centro financeiro da cidade de Paris. Com uma população de 20.000 habitantes aproximadamente, é centrado em um circuito oval de autoestradas no departamento de Altos do Sena, nas comunas de Nanterre, Courbevoie e Puteaux. O distrito está na extremidade ocidental de Paris, ao longo do Eixo Histórico, que começa no Louvre, no centro de Paris, e continua ao longo da Champs-Élysées, através do Arco do Triunfo, até culminar em La Défense.
Com o Grande Arco, com cerca de 110 metros de altura, a área abriga muitos dos maiores e mais altos edifícios da área urbana de Paris. Com 314.000 m², seus 72 edifícios de vidro e aço, incluem 14 arranha-céus acima de 150 metros, com 150.000 trabalhadores diários e 3,5 milhões de metros quadrados de espaços de escritórios, La Défense é o maior centro empresarial desenvolvido na Europa.

## História

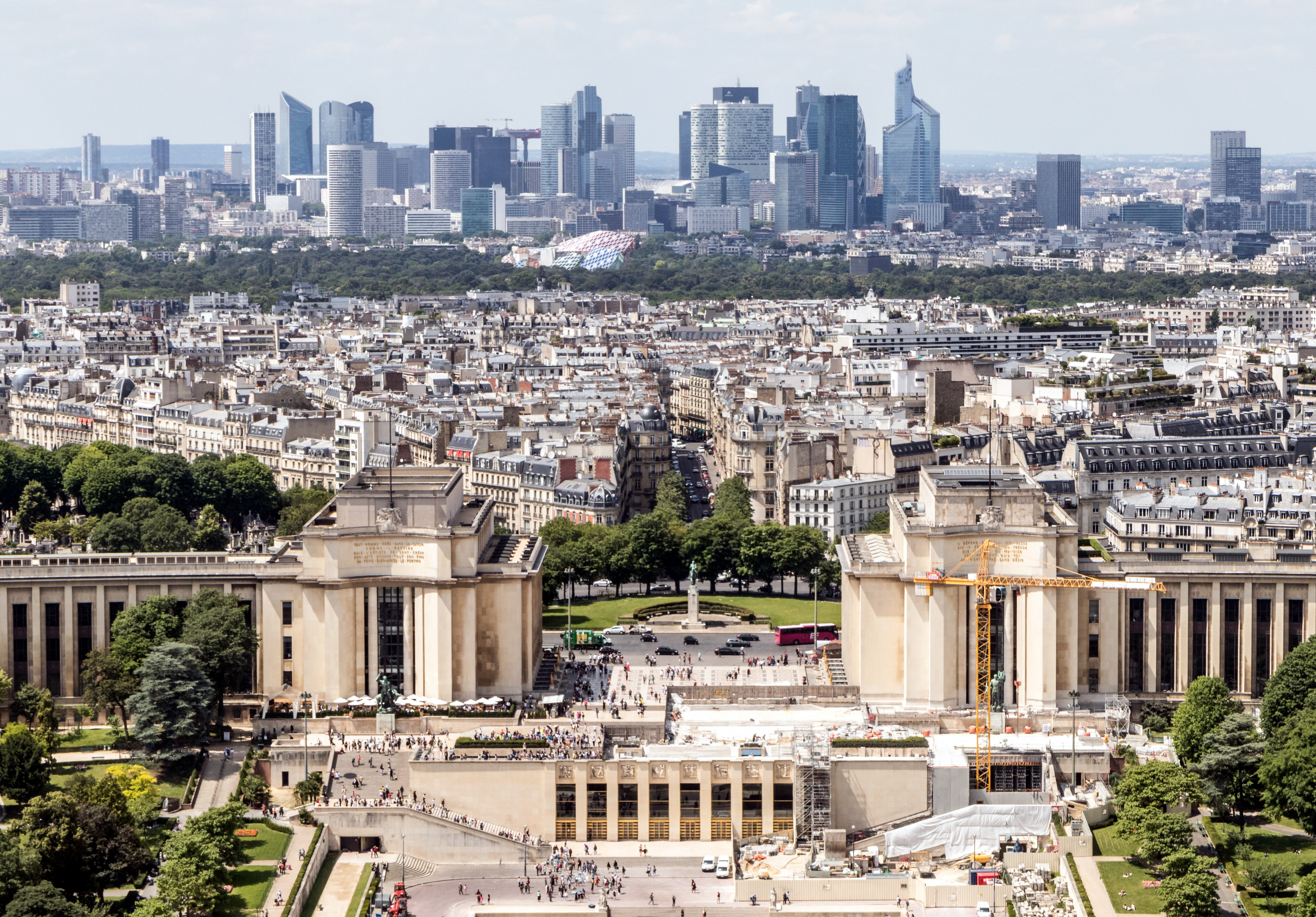
La Défense visto a partir da Torre Eiffel.

Seu nome vem do monumento La Défense de Paris criado como homenagem aos soldados que defenderam a cidade durante a Guerra franco-prussiana de 1870. Trata-se uma escultura de Louis-Ernest Barrias esculpida em bronze e inaugurada em 1883 sobre o que era a rotunda de Courbevoie e sempre visível sobre Le Parvis.
Em setembro de 1958, o Estabelecimento público para o planejamento de La Défense (Établissement public pour l'aménagement de La Défense, EPAD) criado pelo Estado para construir, administrar e animar o distrito. La Défense começa a desenhar-se. Um primeiro Plano de Ordenação é aprovado pelo Estado em 1964. Constroem-se os primeiros imóveis (Esso, a Torre Nobel). O Centro das Novas Indústrias e Tecnologias (CNIT) desenhado pelos arquitetos: Robert Camelot, Jean de Mailly e Bernard Zehrfuss, previsto em 1956, dantes do EPAD, inaugura-se em 1958 pelo General Charles De Gaulle por motivo da exposição Les Floralies. As torres que obedecem a este primeiro plano, chamadas de primeira geração, são todas de uma morfologia idêntica: uma base de 42 x 24 metros, limitadas a uma altura de 100 metros e de uma superfície de 30 000 m². Em 1966, a Torre Nobel (do arquiteto Jean de Mailly) é a primeira em levantar-se na La Défense.

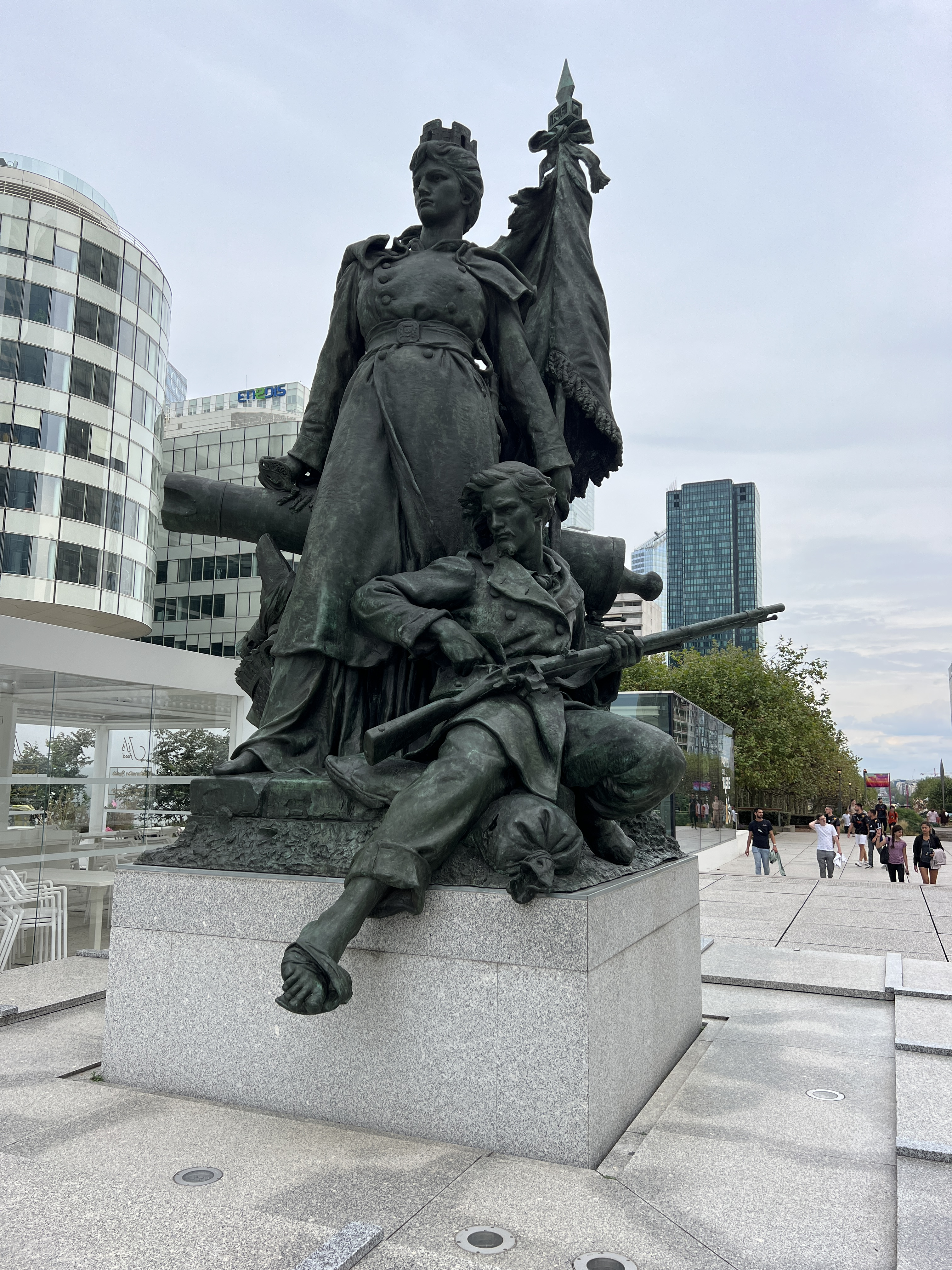
Monumento La Défense de Paris

No início dos anos 1970, para responder a uma considerável demanda, surgem as torres de segunda geração. O plano de 1964 modifica-se para aumentar a superfície dos imóveis. Os perímetros de 100 000 m² fazem seu aparecimento em edifícios como a Torre Fiat (hoje Areva), de 184 m de altura e 44 andares. A partir de 1973, a crise econômica diminui fortemente o desenvolvimento deste distrito: durante 4 anos não se vendeu nem um m² de escritórios.
Desde princípios dos anos 1980, para implementar a construção de La Défense, constroem-se torres de terceira geração, seguindo um modelo mais econômico: menos largas e menos altas (como as torres Pascal, Voltaire e todo o Bairro Michelet). Em 1981, cria-se o maior shopping de Europa (da época): Les Quatre Temps (100 000 m²). Em 1982, o EPAD, sob o impulso do Presidente François Mitterrand, lança o concurso Tête Défense que conduzirá à construção do Grande Arche. Durante este mesmo período, constroem-se hotéis, se remodela o CNIT (1989) e prolonga-se a linha 1 do metrô parisiense, inaugurada em 1 de abril de 1992, e acerca mais este distrito a Paris. Em 1993, La Défense conhece sua segunda crise. Teria que esperar até 1997 para que surja uma recuperação espectacular. Hoje, A Défense é o maior distrito de negócios da Europa.
As principais companhias instaladas ali são: SFR, a Société Générale, TotalEnergies, Sanofi, Arcelor. A maior torre é a Total, construída em 1985.
Com 48 andares e 187 metros de altura, é a segunda maior torre de França após a Torre Montparnasse; há que assinalar que as duas torres são obra dos mesmos arquitectos Roger Saubot e François Julien. Estão dendo construídas duas novas torres de altura destacáveis, chamadas ENGIE e Granite. Por outra parte, Bernard Bled, diretor geral do EPAD, propôs em 2 de dezembro de 2005 ao conselho de administração do EPAD um importante plano de desenvolvimento que implica a construção de 850 000 m² de escritórios e 100 000 m² de novas moradias, a edificação de uma torre de 400 metros de altura e a renovação das torres existentes.
Em 2001, a torre de Cœur Défense foi construída.
O Estado deve dar uma resposta durante 2006 a este plano cuja realização, prevista para o 2020, daria uma nova dimensão à La Défense.

## Arranha-céus
- The Link (241 m)
- Tour First (231 m)
- Tour Hekla (220 m)
- Tour Majunga (194 m)
- Tour ENGIE (185 m)
- Tour Saint-Gobain (178 m)
- Tour Trinity (167 m)
- Tour Carpe Diem (162 m)
- Cœur Défense (161 m)
- Tour Alto (160 m)
- Tour Égée (155 m)
- Tour Ariane (152 m)
- Tour Défense 2000 (134 m)
- Tour Eqho (131 m)
- Tour Michelet (127 m)
- Tour France (126 m)
- Tour Franklin (116 m)
- Tour Manhattan (110 m)
- Tour Initiale (109 m)
- L'archipel (106 m)
- Tour Landscape (101 m)
- Tour Eria (59,35 m)

## Educação
O Paris La Défense reúne o cluster Pôle universitaire Léonard de Vinci, IA Institut, um campus da EPITA e 4 escolas de negócios: EDC Paris Business School, ESSEC Business School, ICN Business School e IÉSEG School of Management.